# 20047 Davidsuzuki
20047 Davidsuzuki este o planetă minoră (asteroid), cu un diametru de 4,677 km, din centura de asteroizi. A fost descoperită pe 17 martie 1993 la Observatorul La Silla de Uppsala–ESO Survey of Asteroids and Comets⁠(d). 
Obiectul prezintă o orbită caracterizată de o semiaxă mare de 2,7456766 UAi, o excentricitate de 0,27, o înclinație de 10,7045 ° în raport cu ecliptica.